# Premiership Rugby (2009/2010)
English Premiership 2009/2010 – dwudziesta trzecia edycja Premiership, najwyższego poziomu rozgrywek w rugby union w Anglii. Organizowane przez Rugby Football Union zawody odbyły się w dniach 4 września 2009 – 29 maja 2010 roku, a tytułu bronił zespół Leicester Tigers.
Rozgrywki toczyły się w pierwszej fazie systemem ligowym w okresie jesień-wiosna, a czołowa czwórka awansowała do półfinałów. Tytuł mistrzowski obronił zespół Leicester Tigers.

## Faza grupowa
| 4 września 200919:45 | Sale Sharks        | 15:12(9:6) | Leicester Tigers        | Edgeley Park, Stockport Widzów: 8751 Sędzia: David Rose |
| 4 września 200919:45 | Lee Thomas 15 (5K) | 15:12(9:6) | Jeremy Staunton 12 (4K) | Edgeley Park, Stockport Widzów: 8751 Sędzia: David Rose |
| 4 września 200919:45 | Louis Deacon       | 15:12(9:6) |                         | Edgeley Park, Stockport Widzów: 8751 Sędzia: David Rose |

| 5 września 200914:30 | Saracens                                   | 18:14(18:3) | London Irish                                               | Twickenham Stadium Londyn Widzów: 67684 Sędzia: Dave Pearson |
| 5 września 200914:30 | Andy Saull 5 (P) Glen Jackson 13 (P pd 2K) | 18:14(18:3) | Delon Armitage 3 (K) George Stowers 5 (P) Ryan Lamb 6 (2K) | Twickenham Stadium Londyn Widzów: 67684 Sędzia: Dave Pearson |
| 5 września 200914:30 | Ernst Joubert · Schalk Brits               | 18:14(18:3) | Delon Armitage                                             | Twickenham Stadium Londyn Widzów: 67684 Sędzia: Dave Pearson |

| 5 września 200917:15 | London Wasps                                       | 26:15(16:15) | Harlequins                                                | Twickenham Stadium Londyn Widzów: 67684 Sędzia: Dean Richards |
| 5 września 200917:15 | Mark van Gisbergen 11 (pd 3K) Tom Varndell 10 (2P) | 26:15(16:15) | Gonzalo Camacho 5 (P) Nick Evans 5 (pd K) Ugo Monye 5 (P) | Twickenham Stadium Londyn Widzów: 67684 Sędzia: Dean Richards |
| 5 września 200917:15 | Jordan Turner-Hall · George Robson                 | 26:15(16:15) |                                                           | Twickenham Stadium Londyn Widzów: 67684 Sędzia: Dean Richards |

| 6 września 200913:15 | Northampton Saints                                                                | 20:17(7:17) | Worcester Warriors                                               | Franklin’s Gardens, Northampton Widzów: 12073 Sędzia: Chris White |
| 6 września 200913:15 | Paul Diggin 5 (P) Phil Dowson 5 (P) Shane Geraghty 8 (pd 2K) Stephen Myler 2 (pd) | 20:17(7:17) | Kai Horstmann 5 (P) Miles Benjamin 5 (P) Willie Walker 7 (2pd K) | Franklin’s Gardens, Northampton Widzów: 12073 Sędzia: Chris White |
| 6 września 200913:15 | Willie Walker                                                                     | 20:17(7:17) |                                                                  | Franklin’s Gardens, Northampton Widzów: 12073 Sędzia: Chris White |

| 6 września 200915:00 | Leeds Carnegie       | 9:9(3:3) | Newcastle Falcons     | Headingley Rugby Stadium, Headingley Widzów: 7144 Sędzia: JP Doyle |
| 6 września 200915:00 | Ceiron Thomas 9 (3K) | 9:9(3:3) | Jimmy Gopperth 9 (3K) | Headingley Rugby Stadium, Headingley Widzów: 7144 Sędzia: JP Doyle |

| 6 września 200915:30 | Gloucester                                               | 24:5(10:0) | Bath                 | Kingsholm Stadium, Gloucester Widzów: 12815 Sędzia: Andrew Small |
| 6 września 200915:30 | James Simpson-Daniel 10 (2P) Nicky Robinson 14 (P 3pd K) | 24:5(10:0) | Shontayne Hape 5 (P) | Kingsholm Stadium, Gloucester Widzów: 12815 Sędzia: Andrew Small |
| 6 września 200915:30 | Andy Hazell                                              | 24:5(10:0) |                      | Kingsholm Stadium, Gloucester Widzów: 12815 Sędzia: Andrew Small |

| 11 września 200920:00 | Worcester Warriors                                               | 27:7(10:7) | Leeds Carnegie                            | Sixways Stadium, Worcester Widzów: 10094 Sędzia: Greg Garner |
| 11 września 200920:00 | Alex Grove 5 (P) Marcel Garvey 5 (P) Willie Walker 17 (pd dg 4K) | 27:7(10:7) | Ceiron Thomas 2 (pd) Jonny Hepworth 5 (P) | Sixways Stadium, Worcester Widzów: 10094 Sędzia: Greg Garner |
| 11 września 200920:00 | Alex Grove                                                       | 27:7(10:7) |                                           | Sixways Stadium, Worcester Widzów: 10094 Sędzia: Greg Garner |

| 12 września 200914:15 | Bath                                                           | 15:17(10:17) | London Wasps                                                | The Recreation Ground, Bath Widzów: 11300 Sędzia: Chris White |
| 12 września 200914:15 | Ben Skirving 5 (P) Michael Claassens 5 (P) Ryan Davis 5 (pd K) | 15:17(10:17) | Danny Cipriani 2 (pd) David Lemi 5 (P) Tom Varndell 10 (2P) | The Recreation Ground, Bath Widzów: 11300 Sędzia: Chris White |
| 12 września 200914:15 | Tim Payne · Tim Payne                                          | 15:17(10:17) |                                                             | The Recreation Ground, Bath Widzów: 11300 Sędzia: Chris White |

| 12 września 200914:45 | Saracens                                   | 19:16(9:3) | Northampton Saints                            | Stadion Wembley, Londyn Widzów: 44832 Sędzia: Andrew Small |
| 12 września 200914:45 | Glen Jackson 14 (pd dg 3K) Noah Cato 5 (P) | 19:16(9:3) | Jon Clarke 5 (P) Shane Geraghty 11 (pd dg 2K) | Stadion Wembley, Londyn Widzów: 44832 Sędzia: Andrew Small |
| 12 września 200914:45 | Schalk Brits                               | 19:16(9:3) |                                               | Stadion Wembley, Londyn Widzów: 44832 Sędzia: Andrew Small |

| 12 września 200915:00 | Harlequins        | 9:15(3:3) | Leicester Tigers        | Twickenham Stoop, Londyn Widzów: 9805 Sędzia: Dave Pearson |
| 12 września 200915:00 | Nick Evans 9 (3K) | 9:15(3:3) | Jeremy Staunton 15 (5K) | Twickenham Stoop, Londyn Widzów: 9805 Sędzia: Dave Pearson |
| 12 września 200915:00 | Jordan Crane      | 9:15(3:3) |                         | Twickenham Stoop, Londyn Widzów: 9805 Sędzia: Dave Pearson |

| 13 września 200915:00 | London Irish                                                           | 40:10(23:3) | Gloucester                                                          | Madejski Stadium, Reading Widzów: 12309 Sędzia: Dean Richards |
| 13 września 200915:00 | Delon Armitage 5 (P) Ryan Lamb 20 (4pd 4K) Sailosi Tagicakibau 10 (2P) | 40:10(23:3) | Charlie Sharples 5 (P) Nicky Robinson 5 (pd K)                      | Madejski Stadium, Reading Widzów: 12309 Sędzia: Dean Richards |
| 13 września 200915:00 | Chris Halaʻufia · George Stowers                                       | 40:10(23:3) | Akapusi Qera · Charlie Sharples · Gareth Delve · Pierre Capdevielle | Madejski Stadium, Reading Widzów: 12309 Sędzia: Dean Richards |

| 13 września 200915:00 | Newcastle Falcons                             | 16:16(16:10) | Sale Sharks                            | Kingston Park, Newcastle upon Tyne Widzów: 5155 Sędzia: Martin Fox |
| 13 września 200915:00 | Jimmy Gopperth 11 (pd 3K) Rob Vickerman 5 (P) | 16:16(16:10) | Lee Thomas 11 (pd 3K) Mark Cueto 5 (P) | Kingston Park, Newcastle upon Tyne Widzów: 5155 Sędzia: Martin Fox |
| 13 września 200915:00 | James Gaskell                                 | 16:16(16:10) |                                        | Kingston Park, Newcastle upon Tyne Widzów: 5155 Sędzia: Martin Fox |

| 18 września 200919:45 | Sale Sharks                 | 12:25(9:13) | Bath                                                             | Edgeley Park, Stockport Widzów: 7028 Sędzia: Dave Pearson |
| 18 września 200919:45 | Lee Thomas 12 (4K)          | 12:25(9:13) | Matt Banahan 5 (P) Matt Carraro 10 (2P) Nicky Little 10 (2pd 2K) | Edgeley Park, Stockport Widzów: 7028 Sędzia: Dave Pearson |
| 18 września 200919:45 | Andy Beattie · Matt Banahan | 12:25(9:13) |                                                                  | Edgeley Park, Stockport Widzów: 7028 Sędzia: Dave Pearson |

| 19 września 200915:00 | Gloucester                               | 14:27(14:19) | Northampton Saints                                                                     | Kingsholm Stadium, Gloucester Widzów: 11365 Sędzia: David Rose |
| 19 września 200915:00 | Akapusi Qera 5 (P) Nicky Robinson 9 (3K) | 14:27(14:19) | Bruce Reihana 6 (2K) Jon Clarke 5 (P) Shane Geraghty 11 (pd 3K) Soane Tongaʻuiha 5 (P) | Kingsholm Stadium, Gloucester Widzów: 11365 Sędzia: David Rose |

| 19 września 200915:00 | Harlequins        | 9:22(6:6) | Saracens                                            | Twickenham Stoop, Londyn Widzów: 9209 Sędzia: Chris White |
| 19 września 200915:00 | Nick Evans 9 (3K) | 9:22(6:6) | Derick Hougaard 17 (pd 2dg 3K) Kameli Ratuvou 5 (P) | Twickenham Stoop, Londyn Widzów: 9209 Sędzia: Chris White |
| 19 września 200915:00 | Jim Evans         | 9:22(6:6) | Chris Wyles                                         | Twickenham Stoop, Londyn Widzów: 9209 Sędzia: Chris White |

| 19 września 200917:35 | Leicester Tigers        | 15:6(12:3) | Newcastle Falcons | Welford Road, Leicester Widzów: 24000 Sędzia: Andrew Small |
| 19 września 200917:35 | Jeremy Staunton 15 (5K) | 15:6(12:3) | Rob Miller 6 (2K) | Welford Road, Leicester Widzów: 24000 Sędzia: Andrew Small |

| 20 września 200915:00 | Leeds Carnegie                           | 7:56(7:23) | London Irish                                                                                    | Headingley Rugby Stadium, Headingley Widzów: 6047 Sędzia: Rob Debney |
| 20 września 200915:00 | Ceiron Thomas 2 (pd) Kearnan Myall 5 (P) | 7:56(7:23) | Adam Thompstone 15 (3P) Chris Halaʻufia 10 (2P) Ryan Lamb 21 (6pd 3K) Sailosi Tagicakibau 5 (P) | Headingley Rugby Stadium, Headingley Widzów: 6047 Sędzia: Rob Debney |
| 20 września 200915:00 | Chris Halaʻufia · Nick Kennedy           | 7:56(7:23) |                                                                                                 | Headingley Rugby Stadium, Headingley Widzów: 6047 Sędzia: Rob Debney |

| 20 września 200915:00 | London Wasps                                                               | 23:3(7:0) | Worcester Warriors  | Adams Park, High Wycombe Widzów: 7654 Sędzia: Rob Debney |
| 20 września 200915:00 | Danny Cipriani 13 (2pd 2dg K) Serge Betsen Tchoua 5 (P) Tom Varndell 5 (P) | 23:3(7:0) | Willie Walker 3 (K) | Adams Park, High Wycombe Widzów: 7654 Sędzia: Rob Debney |

| 25 września 200920:00 | Newcastle Falcons                                                | 17:17(14:3) | Harlequins                         | Kingston Park, Newcastle upon Tyne Widzów: 5714 Sędzia: Tim Wigglesworth |
| 25 września 200920:00 | Jimmy Gopperth 7 (2pd K) Tane Tu'ipulotu 5 (P) Tim Swinson 5 (P) | 17:17(14:3) | Nick Evans 12 (4K) Ugo Monye 5 (P) | Kingston Park, Newcastle upon Tyne Widzów: 5714 Sędzia: Tim Wigglesworth |
| 25 września 200920:00 | Rob Vickers                                                      | 17:17(14:3) |                                    | Kingston Park, Newcastle upon Tyne Widzów: 5714 Sędzia: Tim Wigglesworth |

| 26 września 200915:00 | Northampton Saints                                                                    | 30:10(24:10) | Leeds Carnegie                          | Franklin’s Gardens, Northampton Widzów: 12441 Sędzia: Sean Davey |
| 26 września 200915:00 | Bruce Reihana 3 (K) Chris Ashton 5 (P) Jon Clarke 10 (2P) Shane Geraghty 12 (P 2pd K) | 30:10(24:10) | Ceiron Thomas 8 (P K) Henry Paul 2 (pd) | Franklin’s Gardens, Northampton Widzów: 12441 Sędzia: Sean Davey |

| 26 września 200915:00 | Worcester Warriors                                                   | 24:18(16:8) | Sale Sharks                                                                        | Sixways Stadium, Worcester Widzów: 9510 Sędzia: Rob Debney |
| 26 września 200915:00 | Marcel Garvey 5 (P) Miles Benjamin 5 (P) Willie Walker 14 (pd dg 3K) | 24:18(16:8) | Chris Bell 5 (P) Lee Thomas 6 (dg K) Mathew Tait 5 (P) Richard Wigglesworth 2 (pd) | Sixways Stadium, Worcester Widzów: 9510 Sędzia: Rob Debney |

| 26 września 200918:05 | Bath                                    | 20:20(14:13) | Leicester Tigers                                                 | The Recreation Ground, Bath Widzów: 11700 Sędzia: Nigel Owens |
| 26 września 200918:05 | Matt Banahan 5 (P) Nicky Little 15 (5K) | 20:20(14:13) | Dan Hipkiss 5 (P) Jeremy Staunton 10 (2pd 2K) Mefin Davies 5 (P) | The Recreation Ground, Bath Widzów: 11700 Sędzia: Nigel Owens |
| 26 września 200918:05 | Nicky Little                            | 20:20(14:13) |                                                                  | The Recreation Ground, Bath Widzów: 11700 Sędzia: Nigel Owens |

| 27 września 200915:00 | London Irish                                                        | 28:16(14:6) | London Wasps              | Madejski Stadium, Reading Widzów: 13967 Sędzia: Dave Pearson |
| 27 września 200915:00 | Peter Hewat 3 (dg) Ryan Lamb 15 (dg 4K) Sailosi Tagicakibau 10 (2P) | 28:16(14:6) | Danny Cipriani 11 (pd 3K) | Madejski Stadium, Reading Widzów: 13967 Sędzia: Dave Pearson |
| 27 września 200915:00 | Adam Thompstone                                                     | 28:16(14:6) | Richard Birkett           | Madejski Stadium, Reading Widzów: 13967 Sędzia: Dave Pearson |

| 27 września 200915:00 | Saracens                                      | 19:16(9:13) | Gloucester                                  | Vicarage Road, Watford Widzów: 7776 Sędzia: Martin Fox |
| 27 września 200915:00 | Glen Jackson 14 (pd dg 3K) Schalk Brits 5 (P) | 19:16(9:13) | Nicky Robinson 11 (pd 3K) Rory Lawson 5 (P) | Vicarage Road, Watford Widzów: 7776 Sędzia: Martin Fox |
| 27 września 200915:00 | Rory Lawson                                   | 19:16(9:13) |                                             | Vicarage Road, Watford Widzów: 7776 Sędzia: Martin Fox |

| 2 października 200919:45 | Sale Sharks                                   | 8:11(5:11) | London Irish                                 | Edgeley Park, Stockport Widzów: 6924 Sędzia: Greg Garner |
| 2 października 200919:45 | Eifion Lewis-Roberts 5 (P) Nick MacLeod 3 (K) | 8:11(5:11) | Peter Hewat 6 (2K) Sailosi Tagicakibau 5 (P) | Edgeley Park, Stockport Widzów: 6924 Sędzia: Greg Garner |
| 2 października 200919:45 | Peter Richards                                | 8:11(5:11) |                                              | Edgeley Park, Stockport Widzów: 6924 Sędzia: Greg Garner |

| 3 października 200915:00 | Leicester Tigers                                | 19:14(13:9) | Worcester Warriors                  | Welford Road, Leicester Widzów: 17974 Sędzia: Chris White |
| 3 października 200915:00 | Jeremy Staunton 14 (pd dg 3K) Lewis Moody 5 (P) | 19:14(13:9) | Tom Wood 5 (P) Willie Walker 9 (3K) | Welford Road, Leicester Widzów: 17974 Sędzia: Chris White |

| 3 października 200918:05 | Harlequins                             | 13:11(3:6) | Bath                                     | Twickenham Stoop, Londyn Widzów: 11203 Sędzia: Wayne Barnes |
| 3 października 200918:05 | Nick Easter 5 (P) Nick Evans 8 (pd 2K) | 13:11(3:6) | Nicky Little 6 (2K) Shontayne Hape 5 (P) | Twickenham Stoop, Londyn Widzów: 11203 Sędzia: Wayne Barnes |
| 3 października 200918:05 | Ben Skirving                           | 13:11(3:6) |                                          | Twickenham Stoop, Londyn Widzów: 11203 Sędzia: Wayne Barnes |

| 4 października 200915:00 | Leeds Carnegie                          | 10:26(10:6) | Gloucester                                                                                 | Headingley Rugby Stadium, Headingley Widzów: 5371 Sędzia: Tim Wigglesworth |
| 4 października 200915:00 | Ceiron Thomas 5 (pd K) Tom Denton 5 (P) | 10:26(10:6) | James Simpson-Daniel 5 (P) Mike Tindall 5 (P) Nicky Robinson 11 (pd 3K) Olivier Azam 5 (P) | Headingley Rugby Stadium, Headingley Widzów: 5371 Sędzia: Tim Wigglesworth |
| 4 października 200915:00 | Ceiron Thomas · Hendre Fourie           | 10:26(10:6) |                                                                                            | Headingley Rugby Stadium, Headingley Widzów: 5371 Sędzia: Tim Wigglesworth |

| 4 października 200915:00 | London Wasps                                | 20:15(17:3) | Northampton Saints                         | Adams Park, High Wycombe Widzów: 8913 Sędzia: Dean Richards |
| 4 października 200915:00 | Danny Cipriani 5 (P) Dave Walder 15 (dg 4K) | 20:15(17:3) | Bruce Reihana 3 (K) Shane Geraghty 12 (4K) | Adams Park, High Wycombe Widzów: 8913 Sędzia: Dean Richards |

| 4 października 200915:00 | Newcastle Falcons      | 15:22(15:17) | Saracens                                                              | Kingston Park, Newcastle upon Tyne Widzów: 5453 Sędzia: Sean Davey |
| 4 października 200915:00 | Jimmy Gopperth 15 (5K) | 15:22(15:17) | Chris Wyles 5 (P) Derick Hougaard 12 (P 2pd K) Richard Haughton 5 (P) | Kingston Park, Newcastle upon Tyne Widzów: 5453 Sędzia: Sean Davey |

| 24 października 200914:15 | Bath                                                                            | 16:27(8:7) | Newcastle Falcons                                                                        | The Recreation Ground, Bath Widzów: 11700 Sędzia: Dean Richards |
| 24 października 200914:15 | Matt Carraro 5 (P) Michael Claassens 5 (P) Nicky Little 3 (K) Ryan Davis 3 (dg) | 16:27(8:7) | Charlie Amesbury 10 (2P) James Hudson 5 (P) Jimmy Gopperth 7 (2pd K) Michael Young 5 (P) | The Recreation Ground, Bath Widzów: 11700 Sędzia: Dean Richards |

| 24 października 200915:00 | Northampton Saints                                                               | 21:16(15:3) | Sale Sharks                                    | Franklin’s Gardens, Northampton Widzów: 13055 Sędzia: Peter Fitzgibbon |
| 24 października 200915:00 | Ben Foden 5 (P) Bruce Reihana 5 (P) Shane Geraghty 8 (pd 2K) Stephen Myler 3 (K) | 21:16(15:3) | Charlie Hodgson 11 (pd 3K) James Gaskell 5 (P) | Franklin’s Gardens, Northampton Widzów: 13055 Sędzia: Peter Fitzgibbon |
| 24 października 200915:00 | Mark Easter                                                                      | 21:16(15:3) | Andy Tuilagi · Brent Cockbain                  | Franklin’s Gardens, Northampton Widzów: 13055 Sędzia: Peter Fitzgibbon |

| 24 października 200915:00 | Worcester Warriors                             | 22:26(9:13) | Harlequins                                                                  | Sixways Stadium, Worcester Widzów: 10010 Sędzia: Tim Wigglesworth |
| 24 października 200915:00 | Callum Black 5 (P) Willie Walker 17 (pd dg 4K) | 22:26(9:13) | Danny Care 5 (P) Mike Brown 5 (P) Nick Evans 8 (pd 2K) Rory Clegg 8 (pd 2K) | Sixways Stadium, Worcester Widzów: 10010 Sędzia: Tim Wigglesworth |
| 24 października 200915:00 | Ceri Jones                                     | 22:26(9:13) |                                                                             | Sixways Stadium, Worcester Widzów: 10010 Sędzia: Tim Wigglesworth |

| 24 października 200915:15 | London Irish      | 18:12(9:3) | Leicester Tigers                        | Madejski Stadium, Reading Widzów: 16199 Sędzia: Wayne Barnes |
| 24 października 200915:15 | Ryan Lamb 18 (6K) | 18:12(9:3) | Ben Youngs 3 (K) Jeremy Staunton 9 (3K) | Madejski Stadium, Reading Widzów: 16199 Sędzia: Wayne Barnes |

| 24 października 200917:35 | Gloucester            | 6:35(6:13) | London Wasps                                                                                        | Kingsholm Stadium, Gloucester Widzów: 11982 Sędzia: Dave Pearson |
| 24 października 200917:35 | Carlos Spencer 6 (2K) | 6:35(6:13) | Dave Walder 15 (3pd 3K) Dominic Waldouck 5 (P) Mark van Gisbergen 10 (2P) Serge Betsen Tchoua 5 (P) | Kingsholm Stadium, Gloucester Widzów: 11982 Sędzia: Dave Pearson |

| 25 października 200915:00 | Saracens                                                            | 21:15(11:6) | Leeds Carnegie           | Vicarage Road, Watford Widzów: 7123 Sędzia: David Rose |
| 25 października 200915:00 | Derick Hougaard 3 (K) Glen Jackson 8 (pd 2K) Kameli Ratuvou 10 (2P) | 21:15(11:6) | Ceiron Thomas 15 (dg 4K) | Vicarage Road, Watford Widzów: 7123 Sędzia: David Rose |
| 25 października 200915:00 | Ceiron Thomas                                                       | 21:15(11:6) |                          | Vicarage Road, Watford Widzów: 7123 Sędzia: David Rose |

| 30 października 200919:45 | Sale Sharks                                 | 28:23(16:8) | Gloucester                                                                        | Edgeley Park, Stockport Widzów: 7222 Sędzia: Wayne Barnes |
| 30 października 200919:45 | Charlie Hodgson 23 (pd 7K) Lee Thomas 5 (P) | 28:23(16:8) | Greg Somerville 5 (P) Nicky Robinson 8 (pd dg K) Tom Voyce 5 (P) Will James 5 (P) | Edgeley Park, Stockport Widzów: 7222 Sędzia: Wayne Barnes |
| 30 października 200919:45 | Charlie Sharples                            | 28:23(16:8) |                                                                                   | Edgeley Park, Stockport Widzów: 7222 Sędzia: Wayne Barnes |

| 31 października 200914:15 | Bath                                                         | 11:12(3:12) | Saracens                                             | The Recreation Ground, Bath Widzów: 11700 Sędzia: Chris White |
| 31 października 200914:15 | Jack Cuthbert 3 (K) Michael Claassens 5 (P) Ryan Davis 3 (K) | 11:12(3:12) | Andy Saull 5 (P) Glen Jackson 2 (pd) Noah Cato 5 (P) | The Recreation Ground, Bath Widzów: 11700 Sędzia: Chris White |
| 31 października 200914:15 | Tom Cheeseman                                                | 11:12(3:12) | Rhys Gill                                            | The Recreation Ground, Bath Widzów: 11700 Sędzia: Chris White |

| 31 października 200915:00 | Harlequins        | 9:9(6:6) | London Irish                       | Twickenham Stoop, Londyn Widzów: 14282 Sędzia: George Clancy |
| 31 października 200915:00 | Rory Clegg 9 (3K) | 9:9(6:6) | Peter Hewat 3 (K) Ryan Lamb 6 (2K) | Twickenham Stoop, Londyn Widzów: 14282 Sędzia: George Clancy |

| 31 października 200917:35 | Leicester Tigers                                | 29:15(19:12) | Northampton Saints                                            | Welford Road, Leicester Widzów: 23641 Sędzia: Dave Pearson |
| 31 października 200917:35 | Anthony Allen 5 (P) Jeremy Staunton 19 (2pd 5K) | 29:15(19:12) | Chris Ashton 5 (P) Christian Day 5 (P) Stephen Myler 5 (pd K) | Welford Road, Leicester Widzów: 23641 Sędzia: Dave Pearson |

| 1 listopada 200913:15 | London Wasps       | 9:15(6:12) | Leeds Carnegie        | Adams Park, High Wycombe Widzów: 7616 Sędzia: Martin Fox |
| 1 listopada 200913:15 | Dave Walder 9 (3K) | 9:15(6:12) | Ceiron Thomas 15 (5K) | Adams Park, High Wycombe Widzów: 7616 Sędzia: Martin Fox |

| 1 listopada 200915:00 | Newcastle Falcons                       | 14:3(8:0) | Worcester Warriors  | Kingston Park, Newcastle upon Tyne Widzów: 4924 Sędzia: Sean Davey |
| 1 listopada 200915:00 | Jimmy Gopperth 9 (3K) Rob Vickers 5 (P) | 14:3(8:0) | Willie Walker 3 (K) | Kingston Park, Newcastle upon Tyne Widzów: 4924 Sędzia: Sean Davey |

| 20 listopada 200919:45 | Gloucester                | 12:9(9:6) | Leicester Tigers       | Kingsholm Stadium, Gloucester Widzów: 12521 Sędzia: Sean Davey |
| 20 listopada 200919:45 | Freddie Burns 12 (2dg 2K) | 12:9(9:6) | Jeremy Staunton 9 (3K) | Kingsholm Stadium, Gloucester Widzów: 12521 Sędzia: Sean Davey |
| 20 listopada 200919:45 | Scott Hamilton            | 12:9(9:6) |                        | Kingsholm Stadium, Gloucester Widzów: 12521 Sędzia: Sean Davey |

| 20 listopada 200920:00 | Worcester Warriors    | 12:12(3:6) | Bath               | Sixways Stadium, Worcester Widzów: 10194 Sędzia: Wayne Barnes |
| 20 listopada 200920:00 | Willie Walker 12 (4K) | 12:12(3:6) | Ryan Davis 12 (4K) | Sixways Stadium, Worcester Widzów: 10194 Sędzia: Wayne Barnes |
| 20 listopada 200920:00 | Sam Tuitupou          | 12:12(3:6) |                    | Sixways Stadium, Worcester Widzów: 10194 Sędzia: Wayne Barnes |

| 21 listopada 200913:00 | Northampton Saints                                                                       | 26:17(11:3) | Harlequins                                                   | Franklin’s Gardens, Northampton Widzów: 13040 Sędzia: Peter Allan |
| 21 listopada 200913:00 | Bruce Reihana 5 (P) Juandre Kruger 5 (P) Soane Tongaʻuiha 5 (P) Stephen Myler 11 (pd 3K) | 26:17(11:3) | Josh Drauniniu 10 (2P) Mike Brown 2 (pd) Nick Evans 5 (pd K) | Franklin’s Gardens, Northampton Widzów: 13040 Sędzia: Peter Allan |
| 21 listopada 200913:00 | Neil Best                                                                                | 26:17(11:3) |                                                              | Franklin’s Gardens, Northampton Widzów: 13040 Sędzia: Peter Allan |

| 22 listopada 200915:00 | Leeds Carnegie                                                | 17:24(14:3) | Sale Sharks                                                                            | Headingley Rugby Stadium, Headingley Widzów: 5955 Sędzia: Chris White |
| 22 listopada 200915:00 | Ceiron Thomas 7 (2pd K) Lee Blackett 5 (P) Scott Barrow 5 (P) | 17:24(14:3) | Ben Cohen 5 (P) Carl Fearns 5 (P) Charlie Hodgson 9 (3pd K) Richard Wigglesworth 5 (P) | Headingley Rugby Stadium, Headingley Widzów: 5955 Sędzia: Chris White |
| 22 listopada 200915:00 | Calum Clark                                                   | 17:24(14:3) | Marc Jones · Sisa Koyamaibole                                                          | Headingley Rugby Stadium, Headingley Widzów: 5955 Sędzia: Chris White |

| 22 listopada 200915:00 | London Irish                                               | 11:15(3:12) | Newcastle Falcons      | Madejski Stadium, Reading Widzów: 9425 Sędzia: Martin Fox |
| 22 listopada 200915:00 | Chris Halaʻufia 5 (P) Jamie Lennard 3 (dg) Ryan Lamb 3 (K) | 11:15(3:12) | Jimmy Gopperth 15 (5K) | Madejski Stadium, Reading Widzów: 9425 Sędzia: Martin Fox |

| 22 listopada 200915:00 | Saracens                                          | 22:6(13:6) | London Wasps       | Vicarage Road, Watford Widzów: 9786 Sędzia: Dean Richards |
| 22 listopada 200915:00 | Derick Hougaard 17 (pd 2dg 3K) Schalk Brits 5 (P) | 22:6(13:6) | Dave Walder 6 (2K) | Vicarage Road, Watford Widzów: 9786 Sędzia: Dean Richards |

| 27 listopada 200920:00 | Newcastle Falcons                    | 8:28(8:8) | Northampton Saints                              | Kingston Park, Newcastle upon Tyne Widzów: 6522 Sędzia: Greg Garner |
| 27 listopada 200920:00 | Jimmy Gopperth 3 (K) Tom Biggs 5 (P) | 8:28(8:8) | Chris Ashton 15 (3P) Shane Geraghty 13 (2pd 3K) | Kingston Park, Newcastle upon Tyne Widzów: 6522 Sędzia: Greg Garner |
| 27 listopada 200920:00 | Michael Young                        | 8:28(8:8) |                                                 | Kingston Park, Newcastle upon Tyne Widzów: 6522 Sędzia: Greg Garner |

| 27 listopada 200920:00 | Worcester Warriors    | 12:12(9:3) | Saracens                | Sixways Stadium, Worcester Widzów: 10027 Sędzia: Martin Fox |
| 27 listopada 200920:00 | Willie Walker 12 (4K) | 12:12(9:3) | Derick Hougaard 12 (4K) | Sixways Stadium, Worcester Widzów: 10027 Sędzia: Martin Fox |

| 28 listopada 200915:00 | Harlequins                                                     | 35:29(18:16) | Gloucester                                                                                | Twickenham Stoop, Londyn Widzów: 11854 Sędzia: Tim Wigglesworth |
| 28 listopada 200915:00 | George Lowe 10 (2P) Nick Easter 5 (P) Nick Evans 20 (P 3pd 3K) | 35:29(18:16) | Charlie Sharples 10 (2P) Freddie Burns 6 (2K) Gareth Delve 5 (P) Nicky Robinson 8 (pd 2K) | Twickenham Stoop, Londyn Widzów: 11854 Sędzia: Tim Wigglesworth |
| 28 listopada 200915:00 | James Percival                                                 | 35:29(18:16) |                                                                                           | Twickenham Stoop, Londyn Widzów: 11854 Sędzia: Tim Wigglesworth |

| 28 listopada 200915:00 | Leicester Tigers                                                                                         | 39:6(6:6) | Leeds Carnegie  | Welford Road, Leicester Widzów: 18408 Sędzia: JP Doyle |
| 28 listopada 200915:00 | Anthony Allen 5 (P) Brett Deacon 5 (P) Jeremy Staunton 2 (pd) Lewis Moody 5 (P) Toby Flood 17 (P 3pd 2K) | 39:6(6:6) | Joe Ford 6 (2K) | Welford Road, Leicester Widzów: 18408 Sędzia: JP Doyle |
| 28 listopada 200915:00 | Lewis Moody                                                                                              | 39:6(6:6) | Calum Clark     | Welford Road, Leicester Widzów: 18408 Sędzia: JP Doyle |

| 28 listopada 200917:35 | Bath                      | 0:16(0:10) | London Irish | The Recreation Ground, Bath Widzów: 11700 Sędzia: Dean Richards |
| 28 listopada 200917:35 | Ryan Lamb 16 (P pd dg 2K) | 0:16(0:10) |              | The Recreation Ground, Bath Widzów: 11700 Sędzia: Dean Richards |

| 4 grudnia 200919:30 | Leeds Carnegie                                                                  | 27:30(13:24) | Harlequins                                                     | Headingley Rugby Stadium, Headingley Widzów: 5090 Sędzia: Sean Davey |
| 4 grudnia 200919:30 | Joe Ford 12 (3pd 2K) Kearnan Myall 5 (P) Richard Welding 5 (P) Tom Denton 5 (P) | 27:30(13:24) | Chris Robshaw 10 (2P) George Lowe 5 (P) Nick Evans 15 (3pd 3K) | Headingley Rugby Stadium, Headingley Widzów: 5090 Sędzia: Sean Davey |
| 4 grudnia 200919:30 | Danny Care                                                                      | 27:30(13:24) |                                                                | Headingley Rugby Stadium, Headingley Widzów: 5090 Sędzia: Sean Davey |

| 5 grudnia 200915:00 | Gloucester                                          | 25:13(10:6) | Newcastle Falcons                                       | Kingsholm Stadium, Gloucester Widzów: 11410 Sędzia: Rob Debney |
| 5 grudnia 200915:00 | Charlie Sharples 5 (P) Nicky Robinson 20 (pd dg 5K) | 25:13(10:6) | Alex Tait 5 (P) Jimmy Gopperth 6 (2K) Rob Miller 2 (pd) | Kingsholm Stadium, Gloucester Widzów: 11410 Sędzia: Rob Debney |

| 5 grudnia 200915:00 | London Irish                         | 16:16(6:9) | Worcester Warriors       | Madejski Stadium, Reading Widzów: 8561 Sędzia: Tim Wigglesworth |
| 5 grudnia 200915:00 | John Rudd 5 (P) Ryan Lamb 11 (pd 3K) | 16:16(6:9) | Willie Walker 11 (pd 3K) | Madejski Stadium, Reading Widzów: 8561 Sędzia: Tim Wigglesworth |
| 5 grudnia 200915:00 | Greg Rawlinson · Tom Wood            | 16:16(6:9) |                          | Madejski Stadium, Reading Widzów: 8561 Sędzia: Tim Wigglesworth |

| 5 grudnia 200915:00 | Northampton Saints                                             | 15:13(8:3) | Bath                                        | Franklin’s Gardens, Northampton Widzów: 13101 Sędzia: David Rose |
| 5 grudnia 200915:00 | Chris Ashton 10 (2P) Shane Geraghty 3 (K) Stephen Myler 2 (pd) | 15:13(8:3) | Nicky Little 8 (pd 2K) Shontayne Hape 5 (P) | Franklin’s Gardens, Northampton Widzów: 13101 Sędzia: David Rose |
| 5 grudnia 200915:00 | Matt Banahan                                                   | 15:13(8:3) |                                             | Franklin’s Gardens, Northampton Widzów: 13101 Sędzia: David Rose |

| 5 grudnia 200917:35 | Saracens                | 15:13(9:10) | Sale Sharks                                      | Vicarage Road, Watford Widzów: 7101 Sędzia: Dave Pearson |
| 5 grudnia 200917:35 | Derick Hougaard 15 (5K) | 15:13(9:10) | Charlie Hodgson 8 (pd 2K) Sisa Koyamaibole 5 (P) | Vicarage Road, Watford Widzów: 7101 Sędzia: Dave Pearson |

| 6 grudnia 200915:00 | London Wasps                                              | 24:22(18:12) | Leicester Tigers                                          | Adams Park, High Wycombe Widzów: 10116 Sędzia: Chris White |
| 6 grudnia 200915:00 | Dave Walder 14 (pd 4K) Paul Sackey 5 (P) Steve Kefu 5 (P) | 24:22(18:12) | Aaron Mauger 2 (pd) Jordan Crane 5 (P) Toby Flood 15 (5K) | Adams Park, High Wycombe Widzów: 10116 Sędzia: Chris White |

| 26 grudnia 200916:15 | Worcester Warriors        | 6:26(6:9) | Northampton Saints                                                            | Sixways Stadium, Worcester Widzów: 12024 Sędzia: Rob Debney |
| 26 grudnia 200916:15 | Willie Walker 6 (2K)      | 6:26(6:9) | Ben Foden 5 (P) Chris Ashton 5 (P) Phil Dowson 5 (P) Stephen Myler 11 (pd 3K) | Sixways Stadium, Worcester Widzów: 12024 Sędzia: Rob Debney |
| 26 grudnia 200916:15 | Craig Gillies · Rico Gear | 6:26(6:9) |                                                                               | Sixways Stadium, Worcester Widzów: 12024 Sędzia: Rob Debney |

| 27 grudnia 200914:00 | Leicester Tigers                                                                             | 32:6(11:3) | Sale Sharks            | Welford Road, Leicester Widzów: 24000 Sędzia: JP Doyle |
| 27 grudnia 200914:00 | Ben Kay 5 (P) Johne Murphy 5 (P) Jordan Crane 5 (P) Lewis Moody 5 (P) Toby Flood 12 (3pd 2K) | 32:6(11:3) | Charlie Hodgson 6 (2K) | Welford Road, Leicester Widzów: 24000 Sędzia: JP Doyle |
| 27 grudnia 200914:00 | Ben Woods                                                                                    | 32:6(11:3) | Rob O’Donnell          | Welford Road, Leicester Widzów: 24000 Sędzia: JP Doyle |

| 27 grudnia 200914:15 | Bath                                                           | 24:8(3:3) | Gloucester                                    | The Recreation Ground, Bath Widzów: 11700 Sędzia: Sean Davey |
| 27 grudnia 200914:15 | Jack Cuthbert 5 (P) Matt Banahan 5 (P) Nicky Little 14 (pd 4K) | 24:8(3:3) | Alasdair Dickinson 5 (P) Nicky Robinson 3 (K) | The Recreation Ground, Bath Widzów: 11700 Sędzia: Sean Davey |
| 27 grudnia 200914:15 | Scott Lawson                                                   | 24:8(3:3) |                                               | The Recreation Ground, Bath Widzów: 11700 Sędzia: Sean Davey |

| 27 grudnia 200915:00 | London Irish                                                         | 23:19(10:16) | Saracens                                                     | Madejski Stadium, Reading Widzów: 19734 Sędzia: Dean Richards |
| 27 grudnia 200915:00 | Chris Halaʻufia 5 (P) Chris Malone 13 (2pd 3K) Elvis Seveali'i 5 (P) | 23:19(10:16) | Alex Goode 3 (dg) Glen Jackson 11 (pd 3K) Justin Melck 5 (P) | Madejski Stadium, Reading Widzów: 19734 Sędzia: Dean Richards |

| 27 grudnia 200915:00 | Newcastle Falcons      | 15:16(9:16) | Leeds Carnegie                                            | Kingston Park, Newcastle upon Tyne Widzów: 8766 Sędzia: David Rose |
| 27 grudnia 200915:00 | Jimmy Gopperth 15 (5K) | 15:16(9:16) | Alfie Vaeluaga 5 (P) Ceiron Thomas 9 (3K) Joe Ford 2 (pd) | Kingston Park, Newcastle upon Tyne Widzów: 8766 Sędzia: David Rose |
| 27 grudnia 200915:00 | Henry Paul             | 15:16(9:16) |                                                           | Kingston Park, Newcastle upon Tyne Widzów: 8766 Sędzia: David Rose |

| 27 grudnia 200916:15 | Harlequins                                                   | 20:21(6:11) | London Wasps                                                                 | Twickenham Stadium Londyn Widzów: 76716 Sędzia: Dave Pearson |
| 27 grudnia 200916:15 | Danny Care 5 (P) David Strettle 5 (P) Nick Evans 10 (2pd 2K) | 20:21(6:11) | Danny Cipriani 6 (2K) Dave Walder 5 (pd K) Joe Simpson 5 (P) John Hart 5 (P) | Twickenham Stadium Londyn Widzów: 76716 Sędzia: Dave Pearson |

| 1 stycznia 201017:30 | Sale Sharks                                                    | 21:16(13:6) | Harlequins                                          | Edgeley Park, Stockport Widzów: 8172 Sędzia: Chris White |
| 1 stycznia 201017:30 | Ben Cohen 5 (P) Charlie Hodgson 11 (pd 3K) James Gaskell 5 (P) | 21:16(13:6) | Nick Evans 9 (3K) Rory Clegg 2 (pd) Tom Guest 5 (P) | Edgeley Park, Stockport Widzów: 8172 Sędzia: Chris White |

| 2 stycznia 201015:00 | Gloucester                                                 | 13:13(5:13) | Worcester Warriors                                  | Kingsholm Stadium, Gloucester Widzów: 16500 Sędzia: Dean Richards |
| 2 stycznia 201015:00 | Akapusi Qera 5 (P) Dave Attwood 5 (P) Nicky Robinson 3 (K) | 13:13(5:13) | Jonny Arr 5 (P) Rico Gear 5 (P) Willie Walker 3 (K) | Kingsholm Stadium, Gloucester Widzów: 16500 Sędzia: Dean Richards |

| 2 stycznia 201015:00 | Leeds Carnegie   | 15:20(12:14) | Bath                                          | Headingley Rugby Stadium, Headingley Widzów: 7593 Sędzia: Dave Pearson |
| 2 stycznia 201015:00 | Joe Ford 15 (5K) | 15:20(12:14) | Michael Stephenson 5 (P) Nicky Little 15 (5K) | Headingley Rugby Stadium, Headingley Widzów: 7593 Sędzia: Dave Pearson |

| 2 stycznia 201015:00 | Northampton Saints                                                                | 24:22(6:9) | London Irish                                 | Franklin’s Gardens, Northampton Widzów: 13457 Sędzia: Sean Davey |
| 2 stycznia 201015:00 | Chris Ashton 5 (P) Phil Dowson 5 (P) Shane Geraghty 5 (pd K) Stephen Myler 9 (3K) | 24:22(6:9) | Chris Malone 17 (pd dg 4K) Peter Hewat 5 (P) | Franklin’s Gardens, Northampton Widzów: 13457 Sędzia: Sean Davey |

| 2 stycznia 201015:00 | Saracens                                   | 15:22(6:3) | Leicester Tigers                        | Vicarage Road, Watford Widzów: 14013 Sędzia: David Rose |
| 2 stycznia 201015:00 | Derick Hougaard 9 (3K) Glen Jackson 6 (2K) | 15:22(6:3) | Dan Hipkiss 5 (P) Toby Flood 17 (pd 5K) | Vicarage Road, Watford Widzów: 14013 Sędzia: David Rose |
| 2 stycznia 201015:00 | Steve Borthwick                            | 15:22(6:3) | Boris Stankovich                        | Vicarage Road, Watford Widzów: 14013 Sędzia: David Rose |

| 3 stycznia 201016:30 | London Wasps                               | 6:12(3:6) | Newcastle Falcons      | Adams Park, High Wycombe Widzów: 8416 Sędzia: Tim Wigglesworth |
| 3 stycznia 201016:30 | Dave Walder 3 (K) Mark van Gisbergen 3 (K) | 6:12(3:6) | Jimmy Gopperth 12 (4K) | Adams Park, High Wycombe Widzów: 8416 Sędzia: Tim Wigglesworth |

| 9 stycznia 201015:15 | Leicester Tigers                                              | 34:8(10:8) | London Wasps                                  | Welford Road, Leicester Widzów: 24000 Sędzia: Romain Poite |
| 9 stycznia 201015:15 | Johne Murphy 5 (P) Lote Tuqiri 10 (2P) Toby Flood 14 (4pd 2K) | 34:8(10:8) | Danny Cipriani 3 (K) Mark van Gisbergen 5 (P) | Welford Road, Leicester Widzów: 24000 Sędzia: Romain Poite |
| 9 stycznia 201015:15 | Tim Payne                                                     | 34:8(10:8) |                                               | Welford Road, Leicester Widzów: 24000 Sędzia: Romain Poite |

| 13 lutego 201015:00 | Gloucester | 46:6(18:6) | Harlequins        | Kingsholm Stadium, Gloucester Widzów: 11125 Sędzia: David Rose |
| 13 lutego 201015:00 | James Simpson-Daniel 15 (3P) Lesley Vainikolo 5 (P) Nicky Robinson 12 (3pd 2K) Tim Molenaar 5 (P) Tim Taylor 4 (2pd) Tom Voyce 5 (P) | 46:6(18:6) | Nick Evans 6 (2K) | Kingsholm Stadium, Gloucester Widzów: 11125 Sędzia: David Rose |

| 13 lutego 201015:00 | Northampton Saints                                               | 25:13(15:10) | Newcastle Falcons                          | Franklin’s Gardens, Northampton Widzów: 13189 Sędzia: Dean Richards |
| 13 lutego 201015:00 | Chris Ashton 10 (2P) Lee Dickson 5 (P) Stephen Myler 10 (2pd 2K) | 25:13(15:10) | Jimmy Gopperth 8 (pd 2K) Rob Vickers 5 (P) | Franklin’s Gardens, Northampton Widzów: 13189 Sędzia: Dean Richards |

| 13 lutego 201015:00 | Saracens                                   | 25:20(9:13) | Worcester Warriors                       | Stadion Wembley, Londyn Widzów: 40163 Sędzia: Dave Pearson |
| 13 lutego 201015:00 | Glen Jackson 20 (pd 6K) Neil de Kock 5 (P) | 25:20(9:13) | Tom Wood 5 (P) Willie Walker 10 (2pd 2K) | Stadion Wembley, Londyn Widzów: 40163 Sędzia: Dave Pearson |
| 13 lutego 201015:00 | Carlos Nieto                               | 25:20(9:13) | Greg Rawlinson                           | Stadion Wembley, Londyn Widzów: 40163 Sędzia: Dave Pearson |

| 14 lutego 201015:00 | Leeds Carnegie       | 9:14(6:11) | Leicester Tigers                         | Headingley Rugby Stadium, Headingley Widzów: 5265 Sędzia: Chris White |
| 14 lutego 201015:00 | Ceiron Thomas 9 (3K) | 9:14(6:11) | Craig Newby 5 (P) Jeremy Staunton 9 (3K) | Headingley Rugby Stadium, Headingley Widzów: 5265 Sędzia: Chris White |

| 14 lutego 201016:30 | London Irish           | 22:35(6:25) | Bath                                                                             | Madejski Stadium, Reading Widzów: 10033 Sędzia: Sean Davey |
| 14 lutego 201016:30 | Tom Homer 22 (P pd 5K) | 22:35(6:25) | David Barnes 5 (P) Joe Maddock 10 (2P) Matt Banahan 5 (P) Ryan Davis 15 (3pd 3K) | Madejski Stadium, Reading Widzów: 10033 Sędzia: Sean Davey |
| 14 lutego 201016:30 | Faan Rautenbach        | 22:35(6:25) |                                                                                  | Madejski Stadium, Reading Widzów: 10033 Sędzia: Sean Davey |

| 14 lutego 201016:30 | London Wasps                               | 22:16(10:6) | Sale Sharks                                    | Adams Park, High Wycombe Widzów: 7173 Sędzia: Rob Debney |
| 14 lutego 201016:30 | Ben Jacobs 5 (P) Danny Cipriani 17 (pd 5K) | 22:16(10:6) | Charlie Hodgson 11 (pd dg 2K) Gavin Kerr 5 (P) | Adams Park, High Wycombe Widzów: 7173 Sędzia: Rob Debney |
| 14 lutego 201016:30 | Eifion Lewis-Roberts                       | 22:16(10:6) |                                                | Adams Park, High Wycombe Widzów: 7173 Sędzia: Rob Debney |

| 19 lutego 201019:45 | Sale Sharks                                | 10:19(7:13) | Leeds Carnegie                                 | Edgeley Park, Stockport Widzów: 7426 Sędzia: Dave Pearson |
| 19 lutego 201019:45 | Charlie Hodgson 5 (pd K) Kris Ormsby 5 (P) | 10:19(7:13) | Ceiron Thomas 14 (pd dg 3K) Scott Mathie 5 (P) | Edgeley Park, Stockport Widzów: 7426 Sędzia: Dave Pearson |

| 20 lutego 201014:15 | Bath | 37:13(15:10) | Worcester Warriors         | The Recreation Ground, Bath Widzów: 11700 Sędzia: Tim Wigglesworth |
| 20 lutego 201014:15 | Joe Maddock 10 (2P) Jonny Fa'amatuainu 5 (P) Matt Banahan 5 (P) Michael Claassens 5 (P) Ryan Davis 12 (3pd 2K) | 37:13(15:10) | Willie Walker 13 (P pd 2K) | The Recreation Ground, Bath Widzów: 11700 Sędzia: Tim Wigglesworth |
| 20 lutego 201014:15 | Chris Latham · Tom Wood · Tom Wood                                                                             | 37:13(15:10) |                            | The Recreation Ground, Bath Widzów: 11700 Sędzia: Tim Wigglesworth |

| 20 lutego 201015:00 | Harlequins                            | 13:6(13:0) | Northampton Saints   | Twickenham Stoop, Londyn Widzów: 12935 Sędzia: JP Doyle |
| 20 lutego 201015:00 | Mike Brown 5 (P) Nick Evans 8 (pd 2K) | 13:6(13:0) | Stephen Myler 6 (2K) | Twickenham Stoop, Londyn Widzów: 12935 Sędzia: JP Doyle |

| 20 lutego 201015:00 | Leicester Tigers                                                               | 33:11(16:6) | Gloucester                            | Welford Road, Leicester Widzów: 22320 Sędzia: Wayne Barnes |
| 20 lutego 201015:00 | Ben Youngs 5 (P) Geordan Murphy 5 (P) Lote Tuqiri 5 (P) Toby Flood 18 (3pd 4K) | 33:11(16:6) | Jonny May 5 (P) Nicky Robinson 6 (2K) | Welford Road, Leicester Widzów: 22320 Sędzia: Wayne Barnes |

| 20 lutego 201017:30 | Newcastle Falcons      | 12:12(3:12) | London Irish                                                 | Kingston Park, Newcastle upon Tyne Widzów: 5168 Sędzia: Rob Debney |
| 20 lutego 201017:30 | Jimmy Gopperth 12 (4K) | 12:12(3:12) | George Stowers 5 (P) Steffon Armitage 5 (P) Tom Homer 2 (pd) | Kingston Park, Newcastle upon Tyne Widzów: 5168 Sędzia: Rob Debney |

| 21 lutego 201015:00 | London Wasps          | 9:0(6:0) | Saracens | Adams Park, High Wycombe Widzów: 8530 Sędzia: Chris White |
| 21 lutego 201015:00 | Danny Cipriani 9 (3K) | 9:0(6:0) |          | Adams Park, High Wycombe Widzów: 8530 Sędzia: Chris White |
| 21 lutego 201015:00 | Richard Skuse         | 9:0(6:0) |          | Adams Park, High Wycombe Widzów: 8530 Sędzia: Chris White |

| 26 lutego 201020:00 | Worcester Warriors                        | 13:0(6:0) | Newcastle Falcons | Sixways Stadium, Worcester Widzów: 10255 Sędzia: Chris White |
| 26 lutego 201020:00 | Will Bowley 5 (P) Willie Walker 8 (pd 2K) | 13:0(6:0) |                   | Sixways Stadium, Worcester Widzów: 10255 Sędzia: Chris White |

| 27 lutego 201015:00 | Gloucester | 47:3(26:3) | Sale Sharks           | Kingsholm Stadium, Gloucester Widzów: 10548 Sędzia: Dean Richards |
| 27 lutego 201015:00 | Akapusi Qera 5 (P) Andy Hazell 5 (P) James Simpson-Daniel 5 (P) Lesley Vainikolo 10 (2P) Nicky Robinson 13 (P 4pd) Tim Taylor 4 (2pd) | 47:3(26:3) | Charlie Hodgson 3 (K) | Kingsholm Stadium, Gloucester Widzów: 10548 Sędzia: Dean Richards |

| 27 lutego 201018:00 | Northampton Saints                         | 19:3(12:3) | Leicester Tigers      | Franklin’s Gardens, Northampton Widzów: 13538 Sędzia: Nigel Owens |
| 27 lutego 201018:00 | Phil Dowson 5 (P) Stephen Myler 14 (pd 4K) | 19:3(12:3) | Jeremy Staunton 3 (K) | Franklin’s Gardens, Northampton Widzów: 13538 Sędzia: Nigel Owens |
| 27 lutego 201018:00 | Craig Newby                                | 19:3(12:3) |                       | Franklin’s Gardens, Northampton Widzów: 13538 Sędzia: Nigel Owens |

| 28 lutego 201014:00 | Leeds Carnegie                                           | 26:10(12:7) | London Wasps               | Headingley Rugby Stadium, Headingley Widzów: 4135 Sędzia: Martin Fox |
| 28 lutego 201014:00 | Ceiron Thomas 18 (6K) Hendre Fourie 5 (P) Joe Ford 3 (K) | 26:10(12:7) | Danny Cipriani 10 (P pd K) | Headingley Rugby Stadium, Headingley Widzów: 4135 Sędzia: Martin Fox |
| 28 lutego 201014:00 | Seru Rabeni                                              | 26:10(12:7) | Ben Broster                | Headingley Rugby Stadium, Headingley Widzów: 4135 Sędzia: Martin Fox |

| 28 lutego 201015:00 | London Irish                                                    | 29:14(19:7) | Harlequins                           | Madejski Stadium, Reading Widzów: 12373 Sędzia: Wayne Barnes |
| 28 lutego 201015:00 | Nick Kennedy 5 (P) Steffon Armitage 5 (P) Tom Homer 19 (2pd 5K) | 29:14(19:7) | George Lowe 5 (P) Nick Evans 4 (2pd) | Madejski Stadium, Reading Widzów: 12373 Sędzia: Wayne Barnes |

| 28 lutego 201015:00 | Saracens                                       | 14:16(11:9) | Bath                  | Vicarage Road, Watford Widzów: 8864 Sędzia: David Rose |
| 28 lutego 201015:00 | Derick Hougaard 9 (3K) Wikus van Heerden 5 (P) | 14:16(11:9) | Ryan Davis 11 (pd 3K) | Vicarage Road, Watford Widzów: 8864 Sędzia: David Rose |

| 6 marca 201015:00 | Harlequins                         | 14:11(5:5) | Worcester Warriors                     | Twickenham Stoop, Londyn Widzów: 11274 Sędzia: Martin Fox |
| 6 marca 201015:00 | Mike Brown 5 (P) Rory Clegg 9 (3K) | 14:11(5:5) | Matt Jones 6 (2K) Miles Benjamin 5 (P) | Twickenham Stoop, Londyn Widzów: 11274 Sędzia: Martin Fox |

| 6 marca 201017:35 | Leicester Tigers | 35:19(25:10) | London Irish                                               | Welford Road, Leicester Widzów: 23314 Sędzia: Christophe Berdos |
| 6 marca 201017:35 | Alesana Tuilagi 5 (P) Geordan Murphy 2 (pd) George Chuter 5 (P) Jeremy Staunton 3 (K) Martin Castrogiovanni 5 (P) Scott Hamilton 5 (P) Toby Flood 10 (2pd 2K) | 35:19(25:10) | Ryan Lamb 9 (3K) Steffon Armitage 5 (P) Tom Homer 5 (pd K) | Welford Road, Leicester Widzów: 23314 Sędzia: Christophe Berdos |
| 6 marca 201017:35 | Chris Halaʻufia | 35:19(25:10) |                                                            | Welford Road, Leicester Widzów: 23314 Sędzia: Christophe Berdos |

| 7 marca 201014:30 | Sale Sharks                            | 7:15(0:7) | Northampton Saints                                                             | Edgeley Park, Stockport Widzów: 7109 Sędzia: Chris White |
| 7 marca 201014:30 | Ben Cohen 5 (P) Charlie Hodgson 2 (pd) | 7:15(0:7) | Bruce Reihana 2 (pd) Chris Ashton 5 (P) Paul Diggin 5 (P) Shane Geraghty 3 (K) | Edgeley Park, Stockport Widzów: 7109 Sędzia: Chris White |

| 7 marca 201015:00 | Leeds Carnegie                            | 19:12(3:9) | Saracens                    | Headingley Rugby Stadium, Headingley Widzów: 4031 Sędzia: Dean Richards |
| 7 marca 201015:00 | Joe Ford 14 (pd dg 3K) Lee Blackett 5 (P) | 19:12(3:9) | Derick Hougaard 12 (2dg 2K) | Headingley Rugby Stadium, Headingley Widzów: 4031 Sędzia: Dean Richards |
| 7 marca 201015:00 | Andy Titterrell                           | 19:12(3:9) | Schalk Brits                | Headingley Rugby Stadium, Headingley Widzów: 4031 Sędzia: Dean Richards |

| 7 marca 201015:00 | London Wasps                              | 24:19(16:6) | Gloucester                                                    | Adams Park, High Wycombe Widzów: 8541 Sędzia: Andrew Small |
| 7 marca 201015:00 | Dave Walder 19 (P pd 4K) David Lemi 5 (P) | 24:19(16:6) | Mike Tindall 5 (P) Nicky Robinson 8 (pd 2K) Tim Taylor 6 (2K) | Adams Park, High Wycombe Widzów: 8541 Sędzia: Andrew Small |
| 7 marca 201015:00 | Warren Fury                               | 24:19(16:6) | Akapusi Qera                                                  | Adams Park, High Wycombe Widzów: 8541 Sędzia: Andrew Small |

| 7 marca 201015:00 | Newcastle Falcons                            | 13:17(10:5) | Bath                                                                           | Kingston Park, Newcastle upon Tyne Widzów: 7745 Sędzia: JP Doyle |
| 7 marca 201015:00 | Jimmy Gopperth 8 (pd 2K) Rob Vickerman 5 (P) | 13:17(10:5) | David Wilson 5 (P) Matt Banahan 5 (P) Nick Abendanon 5 (P) Olly Barkley 2 (pd) | Kingston Park, Newcastle upon Tyne Widzów: 7745 Sędzia: JP Doyle |

| 19 marca 201019:45 | Sale Sharks                                             | 19:8(9:0) | London Wasps                          | Edgeley Park, Stockport Widzów: 7493 Sędzia: Chris White |
| 19 marca 201019:45 | Charlie Hodgson 11 (pd 3K) Richard Wigglesworth 8 (P K) | 19:8(9:0) | Ben Jacobs 5 (P) Danny Cipriani 3 (K) | Edgeley Park, Stockport Widzów: 7493 Sędzia: Chris White |

| 27 marca 201014:15 | Bath                                                          | 24:13(10:6) | Harlequins                              | The Recreation Ground, Bath Widzów: 11700 Sędzia: Martin Fox |
| 27 marca 201014:15 | Duncan Bell 5 (P) Joe Maddock 5 (P) Olly Barkley 14 (P 3pd K) | 24:13(10:6) | Nick Evans 8 (pd 2K) Tom Williams 5 (P) | The Recreation Ground, Bath Widzów: 11700 Sędzia: Martin Fox |
| 27 marca 201014:15 | Michael Claassens                                             | 24:13(10:6) |                                         | The Recreation Ground, Bath Widzów: 11700 Sędzia: Martin Fox |

| 27 marca 201015:00 | Gloucester                  | 19:0(9:0) | Leeds Carnegie | Kingsholm Stadium, Gloucester Widzów: 11751 Sędzia: Rob Debney |
| 27 marca 201015:00 | Nicky Robinson 19 (P pd 4K) | 19:0(9:0) |                | Kingsholm Stadium, Gloucester Widzów: 11751 Sędzia: Rob Debney |

| 27 marca 201015:00 | Worcester Warriors    | 18:39(12:13) | Leicester Tigers                                                                  | Sixways Stadium, Worcester Widzów: 11530 Sędzia: Andrew Small |
| 27 marca 201015:00 | Willie Walker 18 (6K) | 18:39(12:13) | Ben Youngs 5 (P) James Grindal 5 (P) Jeremy Staunton 5 (P) Toby Flood 24 (3pd 6K) | Sixways Stadium, Worcester Widzów: 11530 Sędzia: Andrew Small |

| 27 marca 201017:30 | Northampton Saints                                            | 14:9(8:6) | London Wasps                            | Franklin’s Gardens, Northampton Widzów: 13451 Sędzia: Dave Pearson |
| 27 marca 201017:30 | Bruce Reihana 3 (K) Roger Wilson 5 (P) Stephen Myler 6 (dg K) | 14:9(8:6) | Danny Cipriani 6 (2K) Dave Walder 3 (K) | Franklin’s Gardens, Northampton Widzów: 13451 Sędzia: Dave Pearson |

| 28 marca 201015:00 | London Irish | 38:0(14:0) | Sale Sharks | Madejski Stadium, Reading Widzów: 21535 Sędzia: Dean Richards |
| 28 marca 201015:00 | Alex Corbisiero 5 (P) Chris Malone 2 (pd) John Rudd 5 (P) Peter Hewat 5 (P) Ryan Lamb 11 (pd 3K) Steffon Armitage 10 (2P) | 38:0(14:0) |             | Madejski Stadium, Reading Widzów: 21535 Sędzia: Dean Richards |

| 28 marca 201015:00 | Saracens | 58:15(27:12) | Newcastle Falcons         | Vicarage Road, Watford Widzów: 8565 Sędzia: Chris White |
| 28 marca 201015:00 | Andy Saull 5 (P) Ernst Joubert 10 (2P) Glen Jackson 23 (7pd 3K) Noah Cato 5 (P) Richard Haughton 5 (P) Schalk Brits 10 (2P) | 58:15(27:12) | Jimmy Gopperth 15 (dg 4K) | Vicarage Road, Watford Widzów: 8565 Sędzia: Chris White |

| 31 marca 201020:00 | Newcastle Falcons                         | 25:13(13:6) | Gloucester                                | Kingston Park, Newcastle upon Tyne Widzów: 4275 Sędzia: Tim Wigglesworth |
| 31 marca 201020:00 | Jimmy Gopperth 20 (pd 6K) Tom Biggs 5 (P) | 25:13(13:6) | Nicky Robinson 8 (pd 2K) Tim Taylor 5 (P) | Kingston Park, Newcastle upon Tyne Widzów: 4275 Sędzia: Tim Wigglesworth |

| 2 kwietnia 201019:45 | Sale Sharks                                  | 17:3(9:0) | Worcester Warriors  | Edgeley Park, Stockport Widzów: 7291 Sędzia: Wayne Barnes |
| 2 kwietnia 201019:45 | Charlie Hodgson 12 (2dg 2K) Mark Cueto 5 (P) | 17:3(9:0) | Willie Walker 3 (K) | Edgeley Park, Stockport Widzów: 7291 Sędzia: Wayne Barnes |

| 3 kwietnia 201015:00 | Harlequins                | 23:14(10:6) | Newcastle Falcons                       | Twickenham Stoop, Londyn Widzów: 10391 Sędzia: David Rose |
| 3 kwietnia 201015:00 | Nick Evans 23 (2P 2pd 3K) | 23:14(10:6) | Alex Walker 5 (P) Jimmy Gopperth 9 (3K) | Twickenham Stoop, Londyn Widzów: 10391 Sędzia: David Rose |
| 3 kwietnia 201015:00 | Jimmy Gopperth            | 23:14(10:6) |                                         | Twickenham Stoop, Londyn Widzów: 10391 Sędzia: David Rose |

| 3 kwietnia 201015:00 | Leeds Carnegie                        | 7:14(7:3) | Northampton Saints                   | Headingley Rugby Stadium, Headingley Widzów: 5724 Sędzia: Chris White |
| 3 kwietnia 201015:00 | Ceiron Thomas 2 (pd) Juan Gomez 5 (P) | 7:14(7:3) | Ben Foden 5 (P) Stephen Myler 9 (3K) | Headingley Rugby Stadium, Headingley Widzów: 5724 Sędzia: Chris White |
| 3 kwietnia 201015:00 | Kearnan Myall                         | 7:14(7:3) |                                      | Headingley Rugby Stadium, Headingley Widzów: 5724 Sędzia: Chris White |

| 3 kwietnia 201015:00 | Leicester Tigers                                                                       | 43:20(25:13) | Bath                                                                           | Welford Road, Leicester Widzów: 22811 Sędzia: Sean Davey |
| 3 kwietnia 201015:00 | Alesana Tuilagi 10 (2P) Anthony Allen 5 (P) Geoff Parling 5 (P) Toby Flood 18 (3pd 4K) | 43:20(25:13) | Butch James 2 (pd) Joe Maddock 5 (P) Matt Banahan 5 (P) Olly Barkley 8 (pd 2K) | Welford Road, Leicester Widzów: 22811 Sędzia: Sean Davey |
| 3 kwietnia 201015:00 | Peter Short                                                                            | 43:20(25:13) |                                                                                | Welford Road, Leicester Widzów: 22811 Sędzia: Sean Davey |

| 3 kwietnia 201017:30 | Gloucester                                         | 29:28(16:13) | Saracens                                                                                              | Kingsholm Stadium, Gloucester Widzów: 13338 Sędzia: Dave Pearson |
| 3 kwietnia 201017:30 | Charlie Sharples 10 (2P) Freddie Burns 19 (2pd 5K) | 29:28(16:13) | Alex Goode 5 (P) Brad Barritt 5 (P) Chris Wyles 5 (P) Derick Hougaard 5 (pd K) Glen Jackson 8 (pd 2K) | Kingsholm Stadium, Gloucester Widzów: 13338 Sędzia: Dave Pearson |
| 3 kwietnia 201017:30 | Nicky Robinson                                     | 29:28(16:13) | | Kingsholm Stadium, Gloucester Widzów: 13338 Sędzia: Dave Pearson |

| 4 kwietnia 201013:30 | London Wasps                                                                                                 | 33:22(23:10) | London Irish                                                                                           | Adams Park, High Wycombe Widzów: 9924 Sędzia: Rob Debney |
| 4 kwietnia 201013:30 | Dan Ward-Smith 5 (P) Danny Cipriani 5 (pd K) Dave Walder 8 (pd 2K) Dominic Waldouck 5 (P) Tom Varndell 5 (P) | 33:22(23:10) | James Tideswell 5 (P) Ryan Lamb 5 (pd K) Seilala Mapusua 5 (P) Steffon Armitage 5 (P) Tom Homer 2 (pd) | Adams Park, High Wycombe Widzów: 9924 Sędzia: Rob Debney |
| 4 kwietnia 201013:30 | Steve Kefu                                                                                                   | 33:22(23:10) | Steffon Armitage                                                                                       | Adams Park, High Wycombe Widzów: 9924 Sędzia: Rob Debney |

| 9 kwietnia 201019:45 | Sale Sharks                                          | 19:30(16:13) | Saracens                                                                               | Edgeley Park, Stockport Widzów: 6952 Sędzia: Tim Wigglesworth |
| 9 kwietnia 201019:45 | Charlie Hodgson 14 (pd dg 3K) Sisa Koyamaibole 5 (P) | 19:30(16:13) | Alex Goode 12 (P 2pd K) Brad Barritt 5 (P) Chris Wyles 5 (P) Derick Hougaard 8 (pd 2K) | Edgeley Park, Stockport Widzów: 6952 Sędzia: Tim Wigglesworth |

| 10 kwietnia 201014:00 | Harlequins | 46:11(13:3) | Leeds Carnegie                            | Twickenham Stoop, Londyn Widzów: 10237 Sędzia: Dean Richards |
| 10 kwietnia 201014:00 | Chris Brooker 5 (P) David Strettle 5 (P) George Lowe 5 (P) Mike Brown 10 (2P) Nick Evans 14 (4pd 2K) Rory Clegg 2 (pd) Tom Williams 5 (P) | 46:11(13:3) | Alfie Vaeluaga 5 (P) Ceiron Thomas 6 (2K) | Twickenham Stoop, Londyn Widzów: 10237 Sędzia: Dean Richards |
| 10 kwietnia 201014:00 | Calum Clark | 46:11(13:3) |                                           | Twickenham Stoop, Londyn Widzów: 10237 Sędzia: Dean Richards |

| 10 kwietnia 201015:00 | Worcester Warriors                       | 13:23(10:17) | London Irish                                                         | Sixways Stadium, Worcester Widzów: 9841 Sędzia: Martin Fox |
| 10 kwietnia 201015:00 | Alex Grove 5 (P) Willie Walker 8 (pd 2K) | 13:23(10:17) | Chris Malone 13 (2pd 3K) Delon Armitage 5 (P) Steffon Armitage 5 (P) | Sixways Stadium, Worcester Widzów: 9841 Sędzia: Martin Fox |

| 17 kwietnia 201014:15 | Bath                                                                                              | 34:15(17:3) | Sale Sharks                                                     | The Recreation Ground, Bath Widzów: 11700 Sędzia: Dave Pearson |
| 17 kwietnia 201014:15 | David Barnes 5 (P) Joe Maddock 5 (P) Lee Mears 5 (P) Matt Banahan 5 (P) Olly Barkley 14 (P 3pd K) | 34:15(17:3) | Ben Cohen 5 (P) Kris Ormsby 5 (P) Richard Wigglesworth 5 (pd K) | The Recreation Ground, Bath Widzów: 11700 Sędzia: Dave Pearson |

| 17 kwietnia 201015:00 | Northampton Saints                                                                      | 38:23(16:10) | Gloucester                                                           | Franklin’s Gardens, Northampton Widzów: 13460 Sędzia: Andrew Small |
| 17 kwietnia 201015:00 | Chris Ashton 15 (3P) Dylan Hartley 5 (P) Shane Geraghty 3 (K) Stephen Myler 15 (3pd 3K) | 38:23(16:10) | Charlie Sharples 5 (P) Dave Attwood 5 (P) Nicky Robinson 13 (2pd 3K) | Franklin’s Gardens, Northampton Widzów: 13460 Sędzia: Andrew Small |
| 17 kwietnia 201015:00 | Dylan Hartley                                                                           | 38:23(16:10) |                                                                      | Franklin’s Gardens, Northampton Widzów: 13460 Sędzia: Andrew Small |

| 17 kwietnia 201015:00 | Worcester Warriors                                             | 20:24(13:21) | London Wasps                                                     | Sixways Stadium, Worcester Widzów: 10428 Sędzia: Dean Richards |
| 17 kwietnia 201015:00 | Alex Grove 5 (P) Pat Sanderson 5 (P) Willie Walker 10 (2pd 2K) | 20:24(13:21) | Danny Cipriani 9 (3pd K) Dominic Waldouck 10 (2P) Tom Rees 5 (P) | Sixways Stadium, Worcester Widzów: 10428 Sędzia: Dean Richards |

| 17 kwietnia 201017:30 | Saracens | 37:18(18:8) | Harlequins                                                            | Stadion Wembley, Londyn Widzów: 47106 Sędzia: Martin Fox |
| 17 kwietnia 201017:30 | Andy Saull 10 (2P) Derick Hougaard 8 (pd 2K) Ernst Joubert 5 (P) Glen Jackson 4 (2pd) Michael Tagicakibau 5 (P) Schalk Brits 5 (P) | 37:18(18:8) | Chris Brooker 5 (P) Chris York 5 (P) Rory Clegg 3 (K) Ugo Monye 5 (P) | Stadion Wembley, Londyn Widzów: 47106 Sędzia: Martin Fox |
| 17 kwietnia 201017:30 | Mike Brown | 37:18(18:8) |                                                                       | Stadion Wembley, Londyn Widzów: 47106 Sędzia: Martin Fox |

| 18 kwietnia 201015:00 | London Irish                             | 13:23(13:16) | Leeds Carnegie                                                     | Madejski Stadium, Reading Widzów: 8898 Sędzia: Wayne Barnes |
| 18 kwietnia 201015:00 | Chris Malone 8 (pd 2K) Peter Hewat 5 (P) | 13:23(13:16) | Ceiron Thomas 13 (2pd 3K) Jon Goodridge 5 (P) Luther Burrell 5 (P) | Madejski Stadium, Reading Widzów: 8898 Sędzia: Wayne Barnes |

| 18 kwietnia 201015:00 | Newcastle Falcons                            | 7:31(0:28) | Leicester Tigers                                                                   | Kingston Park, Newcastle upon Tyne Widzów: 6825 Sędzia: Chris White |
| 18 kwietnia 201015:00 | Charlie Amesbury 5 (P) Jimmy Gopperth 2 (pd) | 7:31(0:28) | Jeremy Staunton 3 (K) Johne Murphy 5 (P) Lewis Moody 10 (2P) Toby Flood 13 (P 4pd) | Kingston Park, Newcastle upon Tyne Widzów: 6825 Sędzia: Chris White |
| 18 kwietnia 201015:00 | Filipo Levi                                  | 7:31(0:28) |                                                                                    | Kingston Park, Newcastle upon Tyne Widzów: 6825 Sędzia: Chris White |

| 20 kwietnia 201020:00 | Bath                                                       | 21:20(11:8) | Northampton Saints                       | The Recreation Ground, Bath Widzów: 11615 Sędzia: JP Doyle |
| 20 kwietnia 201020:00 | Lee Mears 5 (P) Matt Banahan 5 (P) Olly Barkley 11 (pd 3K) | 21:20(11:8) | Paul Diggin 5 (P) Shane Geraghty 15 (5K) | The Recreation Ground, Bath Widzów: 11615 Sędzia: JP Doyle |
| 20 kwietnia 201020:00 | Nicky Little                                               | 21:20(11:8) | Neil Best                                | The Recreation Ground, Bath Widzów: 11615 Sędzia: JP Doyle |

| 23 kwietnia 201019:45 | Sale Sharks                                                           | 30:32(10:19) | Newcastle Falcons                                | Edgeley Park, Stockport Widzów: 9336 Sędzia: Andrew Small |
| 23 kwietnia 201019:45 | Charlie Hodgson 20 (pd dg 5K) Kris Ormsby 5 (P) Marika Vakacegu 5 (P) | 30:32(10:19) | Jimmy Gopperth 27 (P 2pd 6K) Michael Young 5 (P) | Edgeley Park, Stockport Widzów: 9336 Sędzia: Andrew Small |

| 24 kwietnia 201015:00 | Gloucester                                                                                            | 34:20(27:3) | London Irish                                                                                | Kingsholm Stadium, Gloucester Widzów: 15090 Sędzia: Sean Davey |
| 24 kwietnia 201015:00 | Alasdair Dickinson 5 (P) James Simpson-Daniel 5 (P) Lesley Vainikolo 5 (P) Nicky Robinson 19 (2pd 5K) | 34:20(27:3) | Dan Murphy 5 (P) Kieran Roche 5 (P) Ryan Lamb 2 (pd) Steffon Armitage 5 (P) Tom Homer 3 (K) | Kingsholm Stadium, Gloucester Widzów: 15090 Sędzia: Sean Davey |
| 24 kwietnia 201015:00 | Akapusi Qera                                                                                          | 34:20(27:3) | Dan Murphy · Delon Armitage                                                                 | Kingsholm Stadium, Gloucester Widzów: 15090 Sędzia: Sean Davey |

| 24 kwietnia 201015:00 | Leicester Tigers                                           | 40:22(16:17) | Harlequins                                                                | Welford Road, Leicester Widzów: 22604 Sędzia: Tim Wigglesworth |
| 24 kwietnia 201015:00 | Ben Youngs 5 (P) Matt Smith 5 (P) Toby Flood 25 (P 4pd 4K) | 40:22(16:17) | Danny Care 5 (P) George Lowe 5 (P) Joe Marler 5 (P) Rory Clegg 7 (2pd dg) | Welford Road, Leicester Widzów: 22604 Sędzia: Tim Wigglesworth |
| 24 kwietnia 201015:00 | Chris Robshaw                                              | 40:22(16:17) |                                                                           | Welford Road, Leicester Widzów: 22604 Sędzia: Tim Wigglesworth |

| 24 kwietnia 201015:00 | Northampton Saints                       | 27:28(16:10) | Saracens                                                                         | Franklin’s Gardens, Northampton Widzów: 13541 Sędzia: Chris White |
| 24 kwietnia 201015:00 | Ben Foden 5 (P) Stephen Myler 17 (pd 5K) | 27:28(16:10) | Adam Powell 5 (P) Ernst Joubert 5 (P) Glen Jackson 13 (2pd 3K) Rodd Penney 5 (P) | Franklin’s Gardens, Northampton Widzów: 13541 Sędzia: Chris White |
| 24 kwietnia 201015:00 | Mouritz Botha                            | 27:28(16:10) |                                                                                  | Franklin’s Gardens, Northampton Widzów: 13541 Sędzia: Chris White |

| 24 kwietnia 201017:30 | London Wasps                                               | 19:35(9:18) | Bath                                           | Twickenham Stadium Londyn Widzów: 60208 Sędzia: Wayne Barnes |
| 24 kwietnia 201017:30 | Ben Jacobs 5 (P) Danny Cipriani 12 (4K) Dave Walder 2 (pd) | 19:35(9:18) | Joe Maddock 15 (3P) Olly Barkley 20 (P 3pd 3K) | Twickenham Stadium Londyn Widzów: 60208 Sędzia: Wayne Barnes |
| 24 kwietnia 201017:30 | Julian Salvi · Nick Abendanon                              | 19:35(9:18) |                                                | Twickenham Stadium Londyn Widzów: 60208 Sędzia: Wayne Barnes |

| 25 kwietnia 201015:00 | Leeds Carnegie        | 12:10(12:3) | Worcester Warriors                                     | Headingley Rugby Stadium, Headingley Widzów: 10146 Sędzia: Dave Pearson |
| 25 kwietnia 201015:00 | Ceiron Thomas 12 (4K) | 12:10(12:3) | Alex Grove 5 (P) Matt Jones 2 (pd) Willie Walker 3 (K) | Headingley Rugby Stadium, Headingley Widzów: 10146 Sędzia: Dave Pearson |

| 8 maja 201015:00 | Bath | 39:3(17:0) | Leeds Carnegie      | The Recreation Ground, Bath Widzów: 11700 Sędzia: Martin Fox |
| 8 maja 201015:00 | Joe Maddock 5 (P) Matt Banahan 5 (P) Michael Claassens 5 (P) Nick Abendanon 10 (2P) Olly Barkley 14 (4pd 2K) | 39:3(17:0) | Ceiron Thomas 3 (K) | The Recreation Ground, Bath Widzów: 11700 Sędzia: Martin Fox |
| 8 maja 201015:00 | Andy Gomarsall                                                                                               | 39:3(17:0) |                     | The Recreation Ground, Bath Widzów: 11700 Sędzia: Martin Fox |

| 8 maja 201015:00 | Harlequins | 35:20(12:10) | Sale Sharks                                                                          | Twickenham Stoop, Londyn Widzów: 12795 Sędzia: Chris White |
| 8 maja 201015:00 | David Strettle 5 (P) George Lowe 5 (P) Jordan Turner-Hall 5 (P) Nick Easter 5 (P) Nick Evans 2 (pd) Rory Clegg 8 (pd 2K) Tom Williams 5 (P) | 35:20(12:10) | Charlie Hodgson 3 (K) Lee Thomas 7 (2pd dg) Mathew Tait 5 (P) Sisa Koyamaibole 5 (P) | Twickenham Stoop, Londyn Widzów: 12795 Sędzia: Chris White |
| 8 maja 201015:00 | Tomas Vallejos Cinalli | 35:20(12:10) |                                                                                      | Twickenham Stoop, Londyn Widzów: 12795 Sędzia: Chris White |

| 8 maja 201015:00 | Leicester Tigers                                                      | 23:32(13:16) | Saracens                                                                            | Welford Road, Leicester Widzów: 24000 Sędzia: Andrew Small |
| 8 maja 201015:00 | Alesana Tuilagi 5 (P) Jeremy Staunton 13 (2pd 3K) Marcos Ayerza 5 (P) | 23:32(13:16) | Chris Wyles 5 (P) Derick Hougaard 3 (K) Glen Jackson 19 (2pd 5K) Schalk Brits 5 (P) | Welford Road, Leicester Widzów: 24000 Sędzia: Andrew Small |
| 8 maja 201015:00 | Tom Croft                                                             | 23:32(13:16) |                                                                                     | Welford Road, Leicester Widzów: 24000 Sędzia: Andrew Small |

| 8 maja 201015:00 | London Irish                         | 7:31(0:11) | Northampton Saints                                              | Madejski Stadium, Reading Widzów: 14300 Sędzia: Dean Richards |
| 8 maja 201015:00 | Danie Coetzee 5 (P) Tom Homer 2 (pd) | 7:31(0:11) | Chris Ashton 5 (P) Jon Clarke 10 (2P) Stephen Myler 16 (2pd 4K) | Madejski Stadium, Reading Widzów: 14300 Sędzia: Dean Richards |

| 8 maja 201015:00 | Newcastle Falcons                                                                   | 21:25(7:10) | London Wasps                                                                    | Kingston Park, Newcastle upon Tyne Widzów: 6412 Sędzia: Rob Debney |
| 8 maja 201015:00 | Grant Shiells 5 (P) Jimmy Gopperth 9 (P 2pd) Tim Swinson 5 (P) Tom Catterick 2 (pd) | 21:25(7:10) | Dan Ward-Smith 5 (P) Dave Walder 10 (2pd 2K) Paul Sackey 5 (P) Rob Webber 5 (P) | Kingston Park, Newcastle upon Tyne Widzów: 6412 Sędzia: Rob Debney |
| 8 maja 201015:00 | Rob Webber                                                                          | 21:25(7:10) |                                                                                 | Kingston Park, Newcastle upon Tyne Widzów: 6412 Sędzia: Rob Debney |

| 8 maja 201015:00 | Worcester Warriors                                             | 22:23(15:13) | Gloucester                                                                            | Sixways Stadium, Worcester Widzów: 12024 Sędzia: JP Doyle |
| 8 maja 201015:00 | Alex Grove 5 (P) Chris Pennell 5 (P) Joe Carlisle 12 (P 2pd K) | 22:23(15:13) | Akapusi Qera 5 (P) Lesley Vainikolo 5 (P) Nicky Robinson 8 (pd 2K) Scott Lawson 5 (P) | Sixways Stadium, Worcester Widzów: 12024 Sędzia: JP Doyle |

## Faza pucharowa
|  |                    |                    |          |              |    |                  |                  |       |
|  | Półfinał           | Półfinał           | Półfinał |              |    | Finał            | Finał            | Finał |
|  | Półfinał           | Półfinał           | Półfinał |              |    | Finał            | Finał            | Finał |
|  | 16 maja 2010       |                    |          |              |    |                  |                  |       |
|  |                    |                    |          |              |    |                  |                  |       |
|  | Leicester Tigers   | Leicester Tigers   | 15       |              |    |                  |                  |       |
|  | Leicester Tigers   | Leicester Tigers   | 15       | 29 maja 2010 |    |                  |                  |       |
|  | Bath               | Bath               | 6        |              |    |                  |                  |       |
|  | Bath               | Bath               | 6        |              |    | Leicester Tigers | Leicester Tigers | 33    |
|  | 16 maja 2010       |                    |          |              |    | Leicester Tigers | Leicester Tigers | 33    |
|  |                    |                    | Saracens | Saracens     | 27 |                  |                  |       |
|  | Northampton Saints | Northampton Saints | Saracens | Saracens     | 27 | 19               |                  |       |
|  | Northampton Saints | Northampton Saints |          |              |    |                  |                  |       |
|  | Saracens           | Saracens           | 21       |              |    |                  |                  |       |
|  | Saracens           | Saracens           | 21       |              |    |                  |                  |       |

| 16 maja 201016:00 | Leicester Tigers   | 15:6(6:6) | Bath                | Welford Road, Leicester Widzów: 21575 Sędzia: Chris White |
| 16 maja 201016:00 | Toby Flood 15 (5K) | 15:6(6:6) | Olly Barkley 6 (2K) | Welford Road, Leicester Widzów: 21575 Sędzia: Chris White |

| 16 maja 201013:30 | Northampton Saints                                             | 19:21(8:7) | Saracens                                                                   | Franklin’s Gardens, Northampton Widzów: 13541 Sędzia: Wayne Barnes |
| 16 maja 201013:30 | Brian Mujati 5 (P) Soane Tongaʻuiha 5 (P) Stephen Myler 9 (3K) | 19:21(8:7) | Alex Goode 5 (P) Chris Wyles 5 (P) Glen Jackson 6 (3pd) Schalk Brits 5 (P) | Franklin’s Gardens, Northampton Widzów: 13541 Sędzia: Wayne Barnes |
| 16 maja 201013:30 | Jacques Burger                                                 | 19:21(8:7) |                                                                            | Franklin’s Gardens, Northampton Widzów: 13541 Sędzia: Wayne Barnes |

| 29 maja 201017:30 | Leicester Tigers                                                           | 33:27(20:14) | Saracens                                      | Twickenham Stadium Londyn Widzów: 81600 Sędzia: Dave Pearson |
| 29 maja 201017:30 | Ben Youngs 5 (P) Dan Hipkiss 5 (P) Matt Smith 5 (P) Toby Flood 18 (3pd 4K) | 33:27(20:14) | Ernst Joubert 10 (2P) Glen Jackson 17 (pd 5K) | Twickenham Stadium Londyn Widzów: 81600 Sędzia: Dave Pearson |